# Chantal Versmissen-Sollie
Chantal Versmissen, née Sollie le 13 janvier 1961 à Braine-l'Alleud, est une femme politique belge, membre du Mouvement réformateur. 
Elle est infirmière graduée hospitalière. 

## Carrière politique
- 2001-     : Conseillère communale de Braine-l'Alleud
- 2001-2018 : échevine à Braine-l'Alleud
- 2012-2018 : Conseillère provinciale du Brabant wallon
- 2018-2019 : Députée au parlement wallon et au parlement de la Communauté française depuis le 10 décembre 2018 en remplacement de Jordan Godfriaux